# Recollection (album de Tom Leeb)
Cet article concerne l'album de Tom Leeb. Pour l'album de Laurent Voulzy, voir Recollection.
Recollection est le premier album studio du chanteur français Tom Leeb, sorti le 20 septembre 2019 chez Roy Music.

## Première édition
La première édition de l'album, sortie le 20 septembre 2019, compte 13 titres. Enregistrée entre la France (Studio Alhambra Colbert de Rochefort) et la Suisse (B-note Studio), cette première édition est entièrement écrite et composée par Tom Leeb, à l'exception d'une reprise de la chanson Wicked Game de Chris Isaak.

## Réédition
Une réédition de l'album comptant 17 titres, dont les deux versions de The Best In Me, est sortie le 15 mai 2020.

## Liste des pistes
Liste des pistes de la réédition sortie le 15 mai 2020.
| 1.      | The Best In Me                  | Thomas G:son, Peter Boström et John Lundvik                                       | 3:07 |
| 2.      | Ashes                           |                                                                                   | 4:30 |
| 3.      | You and I                       |                                                                                   | 3:58 |
| 4.      | Running                         |                                                                                   | 3:17 |
| 5.      | The Game of Love                |                                                                                   | 3:24 |
| 6.      | Can't Say No                    |                                                                                   | 4:00 |
| 7.      | Sun                             |                                                                                   | 3:17 |
| 8.      | Distance Is a Thing             |                                                                                   | 4:12 |
| 9.      | Wicked Game                     | Chris Isaak                                                                       | 3:09 |
| 10.     | With You                        |                                                                                   | 4:03 |
| 11.     | Raphaele                        |                                                                                   | 4:06 |
| 12.     | I'll Remember You (Studio Live) |                                                                                   | 3:06 |
| 13.     | Friends                         |                                                                                   | 4:52 |
| 14.     | Are We Too Late                 |                                                                                   | 4:51 |
| 15.     | Paper Heart                     |                                                                                   | 4:33 |
| 16.     | Mon alliée (The best in me)     | Thomas G:son, Peter Boström et John Lundvik ; Tom Leeb, Amir Haddad et Léa Ivanne | 2:57 |
| 1:01:00 |                                 |                                                                                   |      |